# Skrzętla
Skrzętla – dawna wieś, obecnie w obszarze wsi Skrzętla-Rojówka, obejmującej oprócz Skrzętli także Rojówkę oraz trzy inne części wsi (Babia Góra, Brzozie i Pokudłane). Leży w Polsce, w województwie małopolskim, w powiecie nowosądeckim, w gminie Łososina Dolna. Skrzętla stanowi centralną część wsi Skrzętla-Rojówka.
Miejscowość położona jest w Paśmie Łososińskim Beskidu Wyspowego, na północno-zachodnich, opadających do doliny rzeki Łososina stokach Babiej Góry i Chełmu. 

## Historia
Pod okupacją austriacką Roztoka stanowiła i gminę jednostkową. W 1900 roku gmina obejmowała obszar 239 ha i liczyła 264 mieszkańców. Następnie gminę nazywano Skrzętla-Rojówka. W 1934 z gminy tej powstała gromada Skrzętla-Rojówka w nowo utworzonej zbiorowej gminie Łososina Dolna.